# Ignazio Degotti
Ignazio Degotti (Turin, 28 février 1758 - Paris, 31 décembre 1824), dont le nom est parfois francisé en Ignace Degotti est un peintre et décorateur de théâtre italien. Établi à Paris vers 1790, il a notamment été peintre-décorateur du théâtre Feydeau (1791-1795), où il réalise les décors pour les opéras Lodoïska (1791) et Eliza (1794) de Luigi Cherubini, puis peintre en chef de l'Opéra de Paris (1795-1805; 1808-1810; 1815-1822).

## Éléments biographiques
Eusebio Ignazio Maria Degotti naît le 28 février 1758 à Turin, alors capitale du royaume de Sardaigne.